# Oxyporhamphus
Oxyporhamphus is een geslacht van straalvinnige vissen uit de familie van vliegende vissen (Exocoetidae). Het geslacht is voor het eerst wetenschappelijk beschreven in 1864 door Gill.

## Soort en ondersoorten
- Oxyporhamphus micropterus (Valenciennes, 1847)
  - Oxyporhamphus micropterus micropterus (Valenciennes, 1847)
  - Oxyporhamphus micropterus similis Bruun, 1935